# Parafia św. Andrzeja Boboli w Małęczynie
Parafia św. Andrzeja Boboli w Małęczynie – rzymskokatolicka parafia należąca do dekanatu Radom-Północ w diecezji radomskiej.

## Historia
Dom parafialny Katolickiego Stowarzyszenia Młodzieży w Małęczynie (przynależny do parafii Opieki NMP w Radomiu) wybudowano w 1933 staraniem ks. Kazimierza Kniedziałowskiego. W tym samym roku dom poświęcił ks. Dominik Ściskała. W 1936 staraniem ks. Stanisława Wrony opiekuna KSM, przerobiono dom na kaplicę, a nabożeństwa sprawowano co dwa tygodnie w niedziele. Od 1950 zamieszkał na stałe przy kaplicy duszpasterz – ks. Ignacy Ziembicki. 
Obecny kościół pw. św. Andrzeja Boboli zbudowany został w latach 1952–1954 przez miejscowych murarzy, pod nadzorem technicznym Wacława Zawadzkiego, staraniem parafian i ks. Ignacego Ziembickiego. Parafia została erygowana  29 marca 1957 przez bp. Jana Kantego Lorka z wydzielonych miejscowości parafii Opieki NMP w Radomiu i parafii Piotrowice (dziś Jedlnia Letnisko). Restauracja kościoła miała miejsce w 1975 staraniem ks. Seweryna Hołowni. Świątynia ta jest budowlą wzniesioną z cegły. 

## Zasięg parafii
- Do parafii należą wierni z miejscowości: Janów, Kiedrzyn, Klwatka, Lasowice, Maków Nowy, Małęczyn, Myśliszewice i Tomaszów (Klwatka Królewska)[1].

## Proboszczowie
- ks. Ignacy Ziembicki (1950–1955)
- ks. Stanisław Dudela (1955–1955)
- ks. Stanisław Podgórski (1955–1965)
- ks. kan. Seweryn Hołownia (1965–1996)
- ks. kan. Marek Janas (1996–2004)
- ks. kan. Józef Jarosz ( 2004–2022)
- ks. Tomasz Waśkiewicz (od 2022)